# Waldschwaigsee
Der Waldschwaigsee ist ein 9,8 Hektar großer und bis zu 14,6 Meter tiefer Baggersee westlich von Karlsfeld, Landkreis Dachau, Bayern.

## Geographie
Der See liegt im Langwieder Moos, einem Teilgebiet des Dachauer Mooses, dem Mündungsgebiet der Würm in die Amper auf einer Höhe von 489 m ü. NN. Nach dem Abschmelzen der Vergletscherungen der letzten Eiszeit lagerten sich dort riesige Mengen von Geschiebe ab. Die Mündung der beiden Flüsse verlagerte sich deshalb im Laufe der Jahrtausende immer weiter nach Norden. Dem im Boden verbliebenen Kiesvorkommen verdankt der Waldschwaigsee seine Existenz.

## Geschichte
Bis ca. 1945 stand dort der Einödhof Waldschwaige. Um 1971 entstand eine Kiesgrube, deren Aushubmaterial für den Bau der Bundesstraße 471 benötigt wurde. Schon bald füllte sich die entstandene Grube mit Grundwassereinsickerungen und Niederschlägen. Die beim Kiesabbau hinderlichen Materialien wie Wurzelstöcke, Lehm- und Humusschichten wurden zentral zu einem großen Haufen zusammengeschoben, der sich zu der heutigen Insel verfestigt hat.

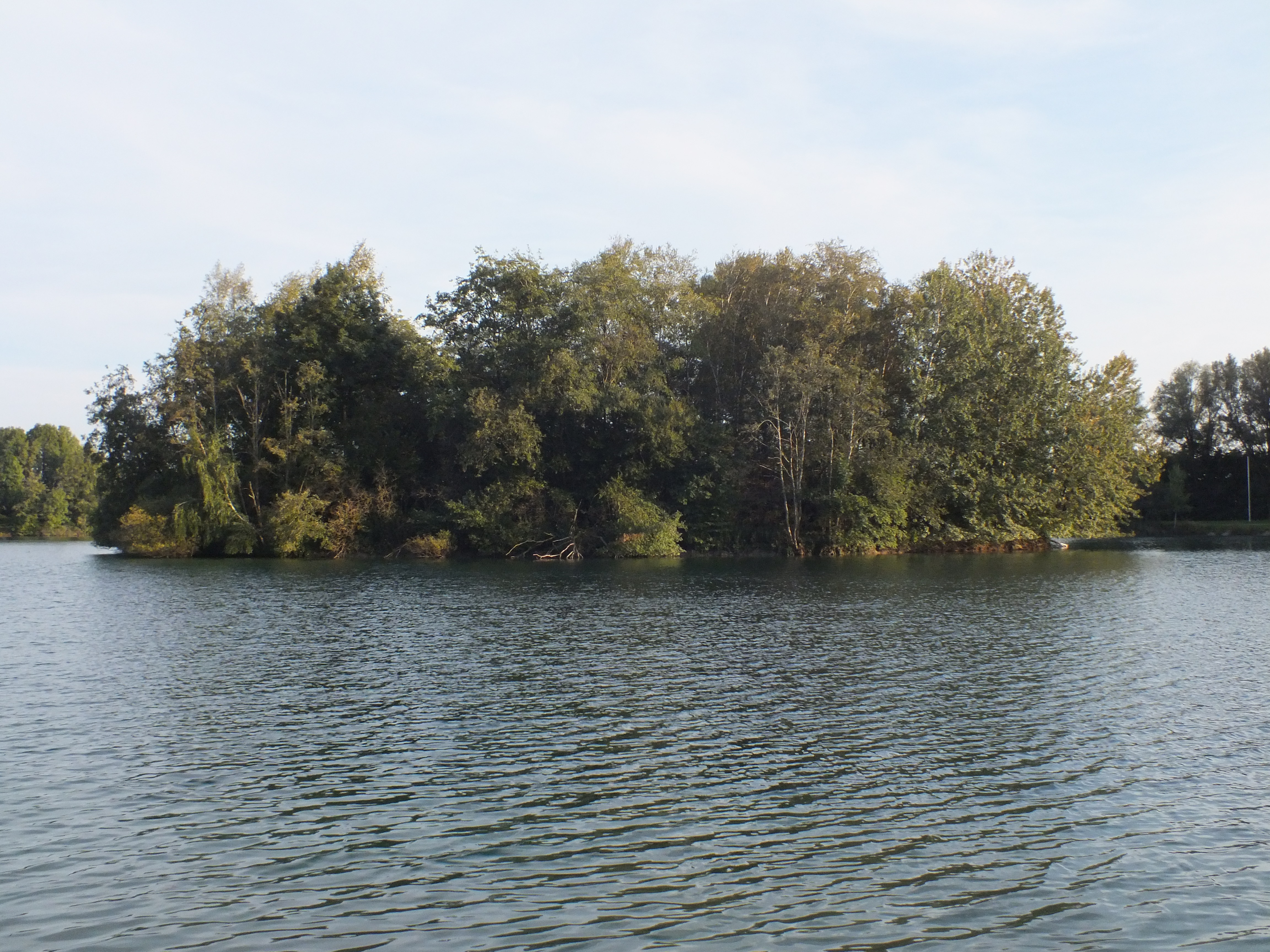
Insel

Die knapp 3.500 m² große Insel steht bereits seit 1975 unter Landschaftsschutz und verleiht dem See sein romantisches Flair. Auf der Insel brüten Wildgänse und andere wasserliebende Bodenbrüter.

## Hydrologie
Der See wird normalerweise durch natürliche Zuflüsse aus Grundwasser und Niederschlägen gespeist. Über den unmittelbar westlich verlaufenden Krebsbach, der zum Gröbenbach als Vorfluter hin entwässert, ist durch Leitgräben aber auch eine künstliche Beeinflussung des Wasserspiegels bei Starkregenereignissen oder Dürreperioden möglich, sodass die Wasserfläche zwischen knapp 10 und 11 ha schwankt.
Die Wasserqualität ist in der Regel ausgezeichnet. Die mikrobiologische Überwachung des Sees erfolgt durch das Gesundheitsamt Dachau. Die Daten werden während der Badesaison alle 14 Tage neu erhoben.

## Nutzung
Der See dient heute der Naherholung und der Fischzucht. Am nördlichen Ufer hat der Karlsfelder Fischereiverein seine Hütte errichtet. Hier wird auch alljährlich der Karlsfelder Fischerkönig ermittelt. Ebenda wurde 1988 das saisonal bewirtschaftete Rettungshaus der Deutsche Lebensrettungsgesellschaft erbaut. Während der Badesaison vom 15. Mai bis zum 15. September ist das Mitführen von Tieren aller Art nicht gestattet. Die Insel ist als Vogelschutzgebiet ausgewiesen und darf nur mit besonderer Berechtigung betreten werden.

## Sonstiges
Im Nordosten liegt der Karlsfelder See.